# Mojzesz Seiden
Pour les articles homonymes, voir Seiden.
Mojzesz Seiden ou Maurice Seiden, né le 13 octobre 1912 à Rzeszów (Pologne) et mort le 26 juillet 1944 à Savigny-en-Septaine (Cher), est un médecin juif d'origine polonaise, réfugié en France et membre de la résistance. Il est l'une des 36 victimes juives de la Milice, dans la Tragédie des puits de Guerry. 

## Biographie
Mojzesz Seiden est né le 13 octobre 1912 à Rzeszów (Pologne). Il se réfugie avec sa famille en France avant 1939. Son épouse Sulamite Seiden, née Wajsberg, est née le 22 septembre 1913 à Varsovie en Pologne. Leur fille, Irène Seiden, est née le 19 octobre 1940 dans le 14e arrondissement de Paris.

### Seconde Guerre mondiale
Au début de la Seconde Guerre mondiale, Maurice Seiden quitte la région parisienne pour se réfugier dans le Doubs, en Zone libre.
Suivant l'adoption des lois sur le statut des Juifs du régime de Vichy, interdisant aux Juifs une série de professions, il ne peut plus pratiquer la médecine. Il travaille alors dans une usine métallurgique à Aubigny-sur-Nère dans le Cher, puis dans des entreprises agricoles ou forestières.

### Résistant
En liaison avec le mouvement Vengeance, il rassemble des résistants. Robert Baronnet, le futur commandant FTP « Renaudin », le met en relation avec le Front national sous le nom de Maurice Sorel. Il devient responsable du service de renseignements et inter-militaire régional FTP.

### Arrestation et assassinat
Suivant une dénonciation, il est arrêté le 26 mai 1944 (entre le 24 et le 27 mai) à Vierzon ou dans les environs, par le Sicherheitsdienst de Bourges.
Il est longuement interrogé et torturé par Pierre Paoli, le gestapiste d’Aubigny-sur-Nère en fonction à la Kommandantur de Bourges.
Son corps est retrouvé avec ceux des autres Juifs assassinés dans la Tragédie des puits de Guerry, en juillet et août 1944 à Savigny-en-Septaine dans le sud-est du département du Cher.

### Identification de son corps
Les 18 et 19 octobre 1944, les corps sont sortis des puits. Un seul reste anonyme, inconnu et non réclamé. On sait seulement qu'il a été extrait de prison le 26 juillet 1944. Le corps est identifié sept mois plus tard, le 16 avril 1945, comme celui de Maurice Seiden.

### Inhumation
Maurice Seiden est inhumé dans le carré militaire du cimetière de Bourges.

### Famille
Pierre Paoli fait arrêter, le 27 mai 1944 , l'épouse de Maurice Seiden, Sulamite (30 ans), et leur fille Irène (3 ans), à leur domicile de Blancafort. Elles sont déportées dans le convoi n°76, en date du 30 juin 1944,  de Drancy vers Auschwitz, où elles sont assassinées à leur arrivée.

## Hommages
- Une plaque commémorative est inaugurée en juillet 2018, à Blancafort, dernière adresse de la famille Seiden, au numéro 25 de la route d'Argent[4].
- Son nom est gravé sur les plaques commémoratives de Saint-Amand-Montrond et de la ferme de Guerry ainsi que sur celle de la fédération communiste du Cher à Bourges[3].